# Brian Cardinal
Brian Lee Cardinal (ur. 2 maja 1977 w Tolono) – amerykański koszykarz, występujący na pozycji skrzydłowego, mistrz NBA z 2011.
W 2000 roku został wybrany oprócz draftu NBA również w czterech innych, do CBA z numerem 3 przez La Crosse Bobcats, ABA z numerem 40 przez Memphis, USBL z numerem 53 przez Dodge City Legend, IBL z numerem 7 przez Cincinnati Stuff.

## Osiągnięcia
Na podstawie, o ile nie zaznaczono inaczej.
NCAA
- Uczestnik rozgrywek:
  - Elite 8 turnieju NCAA (2000)
  - Sweet Sixteen turnieju NCAA (1998–2000)
  - II rundy turnieju NCAA (1997–2000)
- Zaliczony do:
  - II składu Big Ten (2000)
  - III składu Big Ten (1998, 1999)[4]
- Lider konferencji Big 10 w przechwytach (1999)[5]

NBA
- Mistrz NBA (2011)[1]

Inne
- Mistrz Eurocupu (2003)[2]
- Wicemistrz Hiszpanii (2003)[2]
- 3. miejsce w Pucharze Hiszpanii (2003)

Reprezentacja
- Mistrz Igrzysk Dobrej Woli (1998)[6]
- Uczestnik mistrzostw świata U–22 (1997 – 5.miejsce)[7]